# Kirche Laukischken

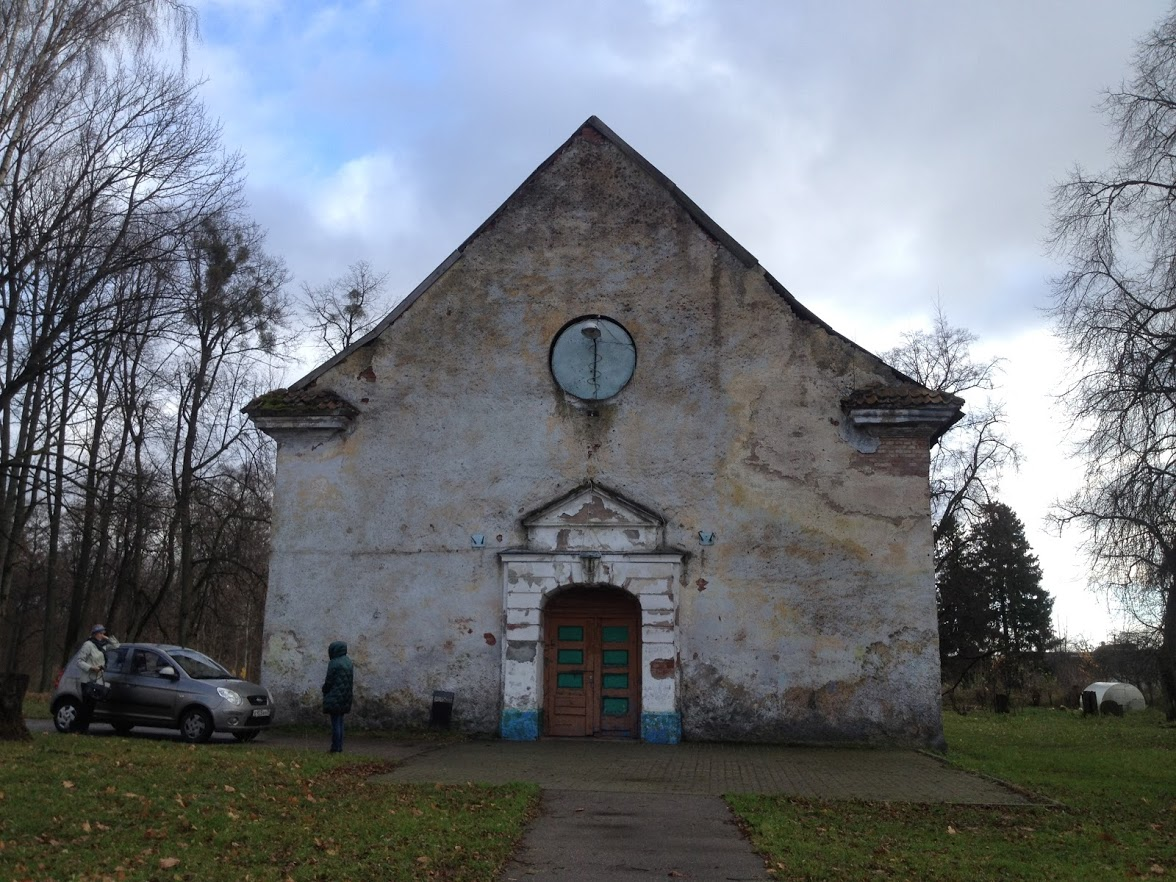
Kirchengebäude

Die Kirche in Laukischken ist ein zu Beginn des 19. Jahrhunderts entstandenes Bauwerk und war bis 1945 evangelisches Gotteshaus für das Kirchspiel des heute russisch Saranskoje genannten Dorfes. Das Gebäude dient heute kulturellen Zwecken.

## Geographische Lage
Saranskoje am Flüsschen Kamenka (früher deutsch: Mauergraben), das wenig später in die Deime (Deima) mündet, liegt südöstlich der Stadt Polessk (Labiau) an der russischen Fernstraße A 190 (ehemalige deutsche Reichsstraße 126) im Einmündungsbereich der aus Richtung Prawdinsk (Friedland) und Snamensk (Wehlau) kommenden Fernstraße R 514. Die nächste Bahnstation ist Scholochowo (Schelecken, 1938–1946 Schlicken) an der Bahnstrecke Kaliningrad–Sowetsk (Königsberg–Tilsit). Das Kirchengebäude steht im Südosten der Gemeinde Saranskoje südlich des Landweges nach Petino (Bartuszen, 1936–1938 Bartuschen, 1938–1946 Bartelshöfen).

## Kirchengebäude
Im Jahre 1607 ersetzte ein stabiles Gebäude eine bis dahin aus vorreformatorischer Zeit stammende hölzerne Kapelle in Laukischken. Zu Beginn des 19. Jahrhunderts wurde ein völliger Kirchenneubau fällig, der in den Jahren 1809 bis 1812 erfolgte und eine mit neugotischen Stilelementen versehene Kirche mit Glockenturm an der Westseite erstehen ließ. Aus der Vorgängerkirche wurde eine Taufschale von 1668 aus Messing übernommen, ebenso ein Stollenstuhl aus dem 17. Jahrhundert. Kanzel und Altar der Kirche waren zu einem Kanzelaltar vereinigt.
Im Kriegsjahr 1914 wurde die Kirche stark beschädigt und in den Jahren 1920 bis 1924 wieder hergerichtet. Anstelle des zerstörten Glockenturms wurde 1920 ein kleiner Aufsatz aus Holz auf dem westlichen Dachgiebel aufgebracht.
Durch den Zweiten Weltkrieg kam die Kirche unversehrt und war bis 1996 relativ gut erhalten. Sie wird als Kulturhaus und Diskothek genutzt. Anlässlich einer Dachreparatur beseitigte man das Turmhäuschen und vermauerte die meisten Fenster.

## Kirchengemeinde
Eine erste Kirche dürfte auf dem damals prußischen Friedhof im 1258 gegründeten Laukischken gebaut worden sein, der 1318 urkundliche Erwähnung findet. Von der prußischen Zeit zeugte vor 1945 ein Weihwasserstein im Pfarrgarten. Im 14. Jahrhundert bereits wurde Laukischken als Kirchdorf genannt, und zu Beginn des 16. Jahrhunderts amtieren die ersten lutherischen Geistlichen hier. Bis 1945 gehörte Laukischken mit seinem weitflächigen Kirchspiel zum Kirchenkreis Labiau in der Kirchenprovinz Ostpreußen der Kirche der Altpreußischen Union. Bei einer Volkszählung im Jahr 1925 waren in Laukischken und Umgebung 6600 evangelische Gemeindeglieder registriert, die von einem Ortspfarrer sowie einem Hilfsprediger betreut wurden.
Aufgrund von Flucht und Vertreibung der einheimischen Bevölkerung und eine restriktive Religionspolitik der Sowjetunion kam das kirchliche Leben in dem seit 1946 „Saranskoje“ genannten Dorf zum Erliegen. Heute liegt das Dorf im Einzugsbereich einer in den 1990er Jahren neu entstandenen evangelisch-lutherischen Gemeinde in Lomonossowka (Permauern, 1938–1946 Mauern), einer Filialgemeinde der Auferstehungskirche in Kaliningrad (Königsberg) in der Propstei Kaliningrad der Evangelisch-lutherischen Kirche Europäisches Russland.
Während das Kirchengebäude heute noch steht, wurde das Pfarrhaus im Jahre 1993 abgerissen.

### Kirchspielorte
Das Kirchspiel der Kirche Laukischken umfasste vor 1945 außer dem Pfarrort noch 58 Orte, Ortschaften und Wohnplätze (* = Schulorte):
| Name                           | Namensänderung 1938 bis 1946 | Russischer Name |  | Name                                      | Namensänderung 1938 bis 1946 | Russischer Name                    |
| ------------------------------ | ---------------------------- | --------------- |  | ----------------------------------------- | ---------------------------- | ---------------------------------- |
| (Adlig) Rathswalde             |                              | Isobilnoje      |  | Krakau                                    |                              | Krasny Bor                         |
| *Alt Gertlauken                |                              | Nowaja Derewnja |  | Leischkidde                               | Kleineichenberg              |                                    |
| Alt Kirschnabeck               | Kirschbeck                   | Nowodworki      |  | Leiszen, ab 1936: Leischen                | Hirschdorf                   | Nowodworki                         |
| Balance                        | Preußenberg                  |                 |  | Lenkhügel                                 |                              |                                    |
| Bartuszen, ab 1936: Bartuschen | Bartelshöfen                 | Petino          |  | *Lucknojen                                | Neuenrode                    | Sapowedniki                        |
| Dedawe                         | Deimehöh                     | Isobilnoje      |  | Medlauken                                 |                              |                                    |
| Dwielen                        | Meißnershof                  | Fewralskoje     |  | Meyerhof                                  |                              | Lomonossowka                       |
| Eichenberg Kr. Labiau          |                              |                 |  | Müllershorst                              |                              | Krasny Bor                         |
| Friedrichsbruch                |                              |                 |  | Neu Gertlauken                            |                              | Geroiskoje, jetzt: Nowaja Derewnja |
| Geidlauken                     | Heiligenhain                 | Berjosowka      |  | Neu Holland                               |                              |                                    |
| Gertlauken                     |                              | Nowaja Derewnja |  | Neu Kirschnabeck                          | Kleinhirschdorf              | Jelnikowo                          |
| Groß Kirschnakeim              | Kirschkeim                   | Fewralskoje     |  | Paddeim                                   |                              |                                    |
| Groß Mühlwalde                 |                              |                 |  | Papsten                                   |                              |                                    |
| Groß Rudlauken                 | Rotenfeld                    | Petino          |  | Perdollen                                 |                              | Petino                             |
| Groß Schmerberg                |                              |                 |  | Peremtienen                               |                              | Krasny Bor                         |
| Groß Steindorf                 | ab 1940: Steindorf           | Marksowo        |  | *Permauern                                | Mauern                       | Lomonossowka                       |
| Groß Wannegen                  |                              |                 |  | Peschlitz                                 |                              |                                    |
| *Heidenberg                    |                              |                 |  | Petruschkehmen                            | Kleinburgsdorf               | Berjosowka                         |
| Jorksdorf                      |                              |                 |  | Pfeil (Ob.-Först.)                        |                              |                                    |
| Juwendt, Forst                 | Möwenort, Forst              | Rasino          |  | Powangen                                  |                              | Saranskoje                         |
| *Kallweninken                  | Schanzkrug                   | Malyschewo      |  | Sandberg                                  |                              |                                    |
| *Kelladden                     | Waldwinkel                   | Iljitschowo     |  | Schelecken                                | Schlicken                    | Scholochowo                        |
| Klein Fließ                    |                              | Isobilnoje      |  | Schönbruch                                |                              |                                    |
| Klein Kirschnakeim             | Kleinschanzkrug              | Fewralskoje     |  | Schweizutt                                | Wildhügel                    |                                    |
| Klein Mühlwalde                |                              |                 |  | Skrusdienen                               | Steinrode                    | Marksowo                           |
| Klein Rudlauken                |                              |                 |  | Steingrenz                                |                              | Marksowo                           |
| Klein Schmerberg               |                              |                 |  | Szerszantinnen, ab 1936: Scherschantinnen | Kleinwaldwinkel              |                                    |
| Klein Steindorf                | ab 1940: Steindorf           | Krasny Bor      |  | Tuttenberg                                |                              |                                    |
| Klein Wannegen                 |                              |                 |  | Waldienen                                 |                              |                                    |

### Pfarrer
Von der Reformation bis 1945 amtierten als evangelische Pfarrer, ab 1863 verstärkt um Hilfsprediger, in Laukischken:
- Augustin Jamund, bis 1563
- Daniel Gallus (Hahn), 1590
- Alexander Hartwich, bis 1641
- Johann Partatius, 1641–1646, der erste Ehemann von Ännchen von Tharau
- Christoph Grube, 1646–1652, Ännchen von Tharaus zweiter Ehemann
- Johann Melchior Beilstein, 1653–1676, Ännchen von Tharaus dritter Ehemann
- Johann Rebentisch, 1676–1691
- Johann Albrecht Beilstein, 1691–1710, Ännchen von Tharaus jüngster Sohn
- Georg Friedrich Zimmermann, 1711–1713
- Gotthelf Schultz, 1713–1742
- Daniel Stoppelberg, 1742–1776
- Christian Ernst Jahnke, 1776–1800
- Friedrich Wilhelm Mielke, 1799–1800
- Karl Friedrich Samuel Bulbeck, 1800–1827
- Ernst Wilhelm Gottl. Huwe, 1828–1840
- Karl Wilhelm Otto Glogau, 1840–1847
- Johann Friedrich Brenke, 1847–1878[12]
- August Adolf Ansat, 1863–1864
- Johann Emil Richard Schneller, 1864–1866
- Anton Gustav Laudien, 1866–1867
- Johann Ferdinand Kuehn, 1867–1905
- Karl Heinrich Bernhard Moeller, 1872–1875
- Karl Louis Paul Gauer, 1887–1890
- K. Ed. Albert Salewski, 1890–1891
- Viktor Bruno Paul Stadie, 1891–1893
- Walter Wilhelm G. Eichhorst, 1894–1899
- Konrad Oloff, 1899–1900
- Richard Echternach, 1900–1901
- Fritz Moser, 1901
- Friedrich Otto Bierfreund, 1901–1902
- Hermann Cölestin Georg Ebel, 1906–1926
- Franz Ruhnke, ab 1907
- Paul Korzitzki, 1912–1917
- Erich Krüger, 1927–1928
- Alfred Müller, ab 1928
- Hermann Leuschner, bis 1945

### Kirchenbücher
Folgende Kirchenbücher der Pfarrei Laukischken haben sich erhalten und werden bei der Deutschen Zentralstelle für Genealogie in Leipzig verwahrt:
- Taufen: 1823 bis 1830
- Trauungen: 1823 bis 1830
- Begräbnisse: 1823 bis 1830.

### „Ännchen von Tharau“ als Pfarrfrau in Laukischken
Die mit dem Lied Ännchen von Tharau besungene Pfarrerstochter Anna Neander aus Tharau (heute russisch: Wladimirowo) lebte von 1641 bis 1676 als Pfarrfrau in Laukischken. Ihr erster Mann, der Pfarrer Johann Partatius, den sie 1636 geheiratet hatte, verstarb schon 1646. Sie heiratete daraufhin den Amtsnachfolger Christoph Grube, der bereits 1652 verstarb. Nun ehelichte sie dessen Amtsnachfolger Johann Melchior Beilstein und lebte im Pfarrhaus bis zu dessen Tod im Jahre 1676. Sie zog dann nach Insterburg (heute russisch: Tschernjachowsk), wo ihr ältester Sohn Pfarrer an der Lutherkirche war. In das Laukischkener Pfarrhaus zog 1691 die Familie ihres jüngsten Sohnes Johann Albrecht Beilstein und blieb dort bis 1710.